# Elinge
Elinge är en ort i Österlövsta socken, Tierps kommun, Uppsala län. Den ligger någon kilometer söder om Åkerby, invid Elingeån som är ett biflöde till Strömarån. Orten var klassad som småort mellan 1990 och 1995. Från 2015 års småortsavgränsning återfanns här åter en småort till avgränsningen 2023.
Elinge omtalas första gången i markgäldsförteckningen 1312 ('de Hellingge', de Ellinge'), med 13 skattskyldiga. Under 1500-talet omfattade byn 7 mantal skattejord.